# Maladie professionnelle provoquée par le ciment
Cet article décrit les critères administratifs pour qu'une maladie provoquée par le ciment soit reconnue comme maladie professionnelle.

## Législation en France

### Régime général
| Fiche Maladie Professionnelle | Fiche Maladie Professionnelle | Fiche Maladie Professionnelle |
| Ce tableau définit les critères à prendre en compte pour qu'une affection provoquée par les ciments soit prise en charge au titre de la maladie professionnelle | Ce tableau définit les critères à prendre en compte pour qu'une affection provoquée par les ciments soit prise en charge au titre de la maladie professionnelle | Ce tableau définit les critères à prendre en compte pour qu'une affection provoquée par les ciments soit prise en charge au titre de la maladie professionnelle |
| Régime Général. Date de création : 12 juillet 1936 | Régime Général. Date de création : 12 juillet 1936 | Régime Général. Date de création : 12 juillet 1936 |
| Tableau N° 8 RG | Tableau N° 8 RG | Tableau N° 8 RG |
| Affections causées par les ciments (alumino-silicates de calcium)                                                                                               | Affections causées par les ciments (alumino-silicates de calcium)                                                                                               | Affections causées par les ciments (alumino-silicates de calcium)                                                                                               |
| --- | --- | --- |
| Désignation des Maladies | Délai de prise en charge | Liste indicative des principaux travaux susceptibles de provoquer ces maladies                                                                                  |
| Ulcérations, pyodermites | 30 jours | Fabrication, concassage, broyage, ensachage et transport à dos d'homme des ciments.                                                                             |
| Dermites eczématiformes récidivant en cas de nouvelle exposition au risque ou confirmées par un test épicutané                                                  | 15 jours | Fabrication, à l'aide de ciments, de matériaux agglomérés et d'objets moulés.                                                                                   |
| Blépharite | 30 jours | |
| Conjonctivite | 30 jours | |
| Date de mise à jour : 11 février 2003 | | |

### Régime agricole
| Fiche Maladie Professionnelle | Fiche Maladie Professionnelle | Fiche Maladie Professionnelle |
| Ce tableau définit les critères à prendre en compte pour qu'une affection provoquée par les ciments soit prise en charge au titre de la maladie professionnelle | Ce tableau définit les critères à prendre en compte pour qu'une affection provoquée par les ciments soit prise en charge au titre de la maladie professionnelle | Ce tableau définit les critères à prendre en compte pour qu'une affection provoquée par les ciments soit prise en charge au titre de la maladie professionnelle |
| Régime Agricole. Date de création : 17 juin 1955 | Régime Agricole. Date de création : 17 juin 1955 | Régime Agricole. Date de création : 17 juin 1955 |
| Tableau N° 14 RA | Tableau N° 14 RA | Tableau N° 14 RA |
| Affections causées par les ciments (alumino-silicates de calcium)                                                                                               | Affections causées par les ciments (alumino-silicates de calcium)                                                                                               | Affections causées par les ciments (alumino-silicates de calcium)                                                                                               |
| --- | --- | --- |
| Désignation des Maladies | Délai de prise en charge | Liste indicative des principaux travaux susceptibles de provoquer ces maladies                                                                                  |
| Ulcérations, dermites primitives, pyodermites. | 30 jours | Emploi de ciments à l'occasion de travaux effectués dans une exploitation ou une entreprise agricole.                                                           |
| Blépharite | 30 jours | Emploi de ciments à l'occasion de travaux effectués par des artisans ruraux                                                                                     |
| Conjonctivite | 30 jours | |
| Lésions eczématiformes (cf. tableau 44). | Cf. tableau 44 | |
| Date de mise à jour : 15 janvier 1985 | | |

### Données professionnelles
Le ciment mélangé à l'eau provoque une réaction exothermique qui ajouté au ph alcalin de la chaux en fait un produit agressif pour la peau. Il s'y ajoute fréquemment une allergie au chrome dont le ciment contient des traces. Toutes les professions du bâtiment et plus particulièrement les maçons sont concernés.

### Données médicales
Les symptômes les plus fréquemment rencontrés sont des dermites éczématiformes qui peuvent devenir invalidantes et contraindre la victime à quitter la profession. Parmi les dermatoses professionnelles, il s'agit de l'une des plus fréquentes.

## Sources spécifiques
- (fr) Tableau N° 8 des maladies professionnelles du régime Général
- (fr) Tableau N° 14 des maladies professionnelles du régime Agricole

## Sources générales
- (fr) Tableaux du régime Général sur le site de l’AIMT
- (fr) Tous les tableaux du régime Général
- (fr) Tous les tableaux du régime Agricole
- (fr) Guide des maladies professionnelles sur le site de l’INRS

## Autres liens
- (fr) Maladies à caractère professionnel

## Internationalisation
- (fr) Liste Européenne des maladies professionnelles
- (fr) Liste des maladies professionnelles au Sénégal
- (fr) Liste des maladies professionnelles en Tunisie